# 腐肉花

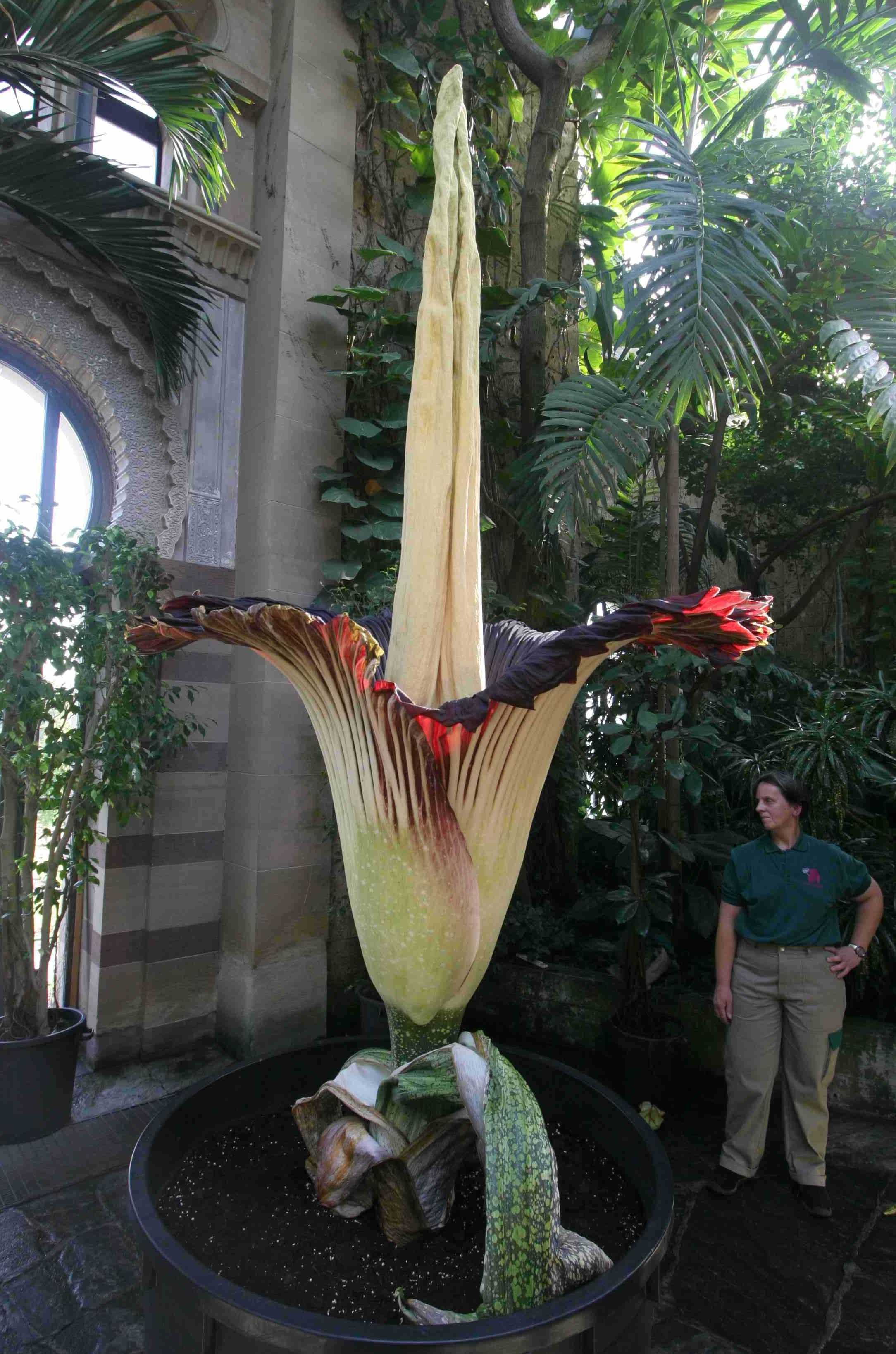
在德國斯圖加特植物園裡的巨花魔芋

腐肉花, 又稱為屍花或臭花，是一種散發氣味像腐爛肉一樣氣味的花朵。腐肉花吸引大多數清除蒼蠅和甲蟲作為傳粉者。 有些物種可能暫時捕捉昆蟲，以確保花粉的收集和轉移。

## 稱為“腐屍花”的植物

### 魔芋

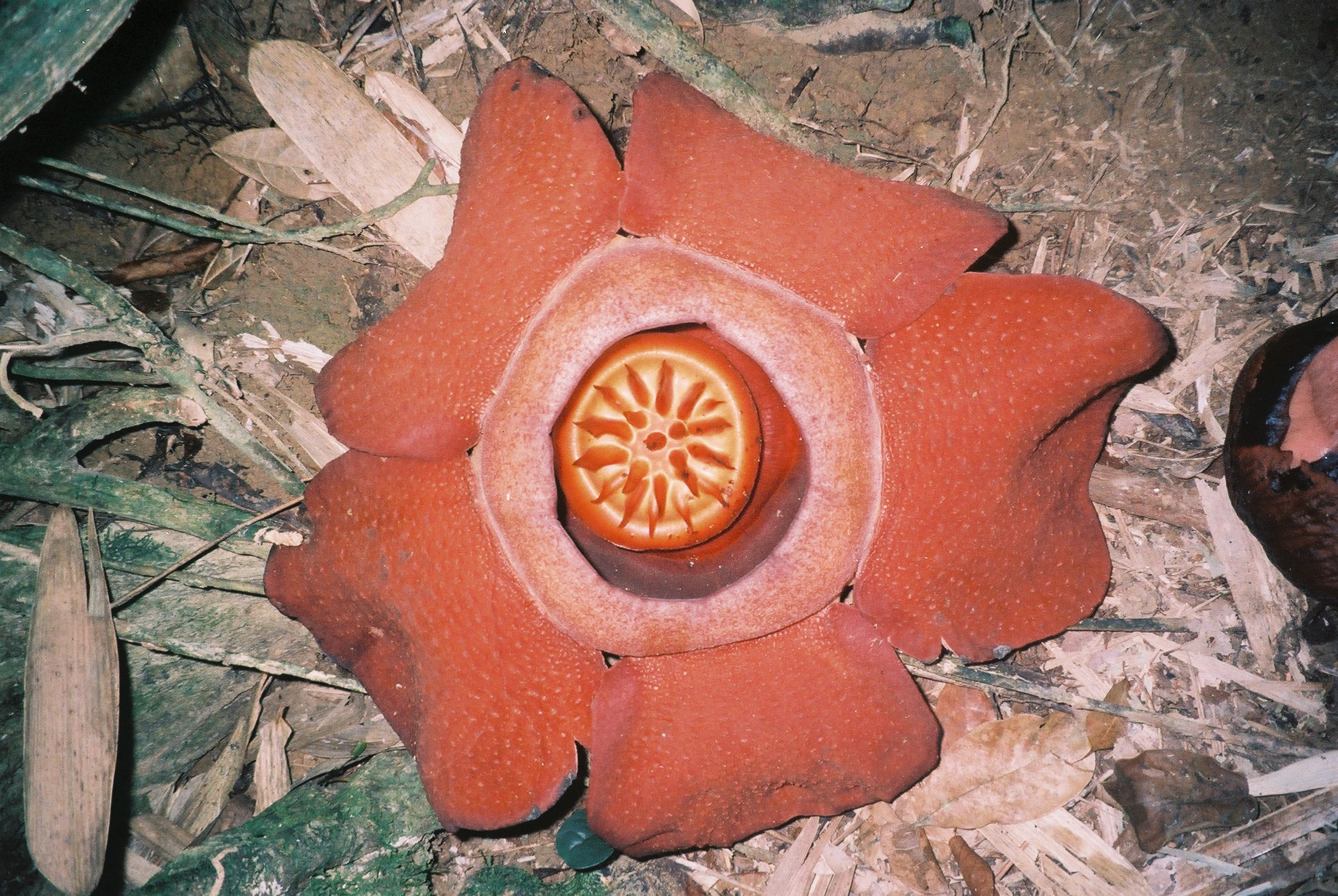
凱裏大花草

魔芋屬的許多植物被稱為腐肉花。其中一種植物是世界上最大的不分枝花序的巨花魔芋。泰坦魔芋不是一朵花，而是呈現出一種由肉穗花序或小而解剖學上減少的雄花和雌花組成的花序或複合花，其周圍是類似於單個巨型花瓣的圓錐形。這種植物有一個機制來加熱莖稈，增強腐爛的肉的強烈氣味的發射，以吸引它的傳粉者，吃腐肉的甲蟲和“肉蠅”。它在1878年首先在蘇門答臘被科學地描述。

### 大王花

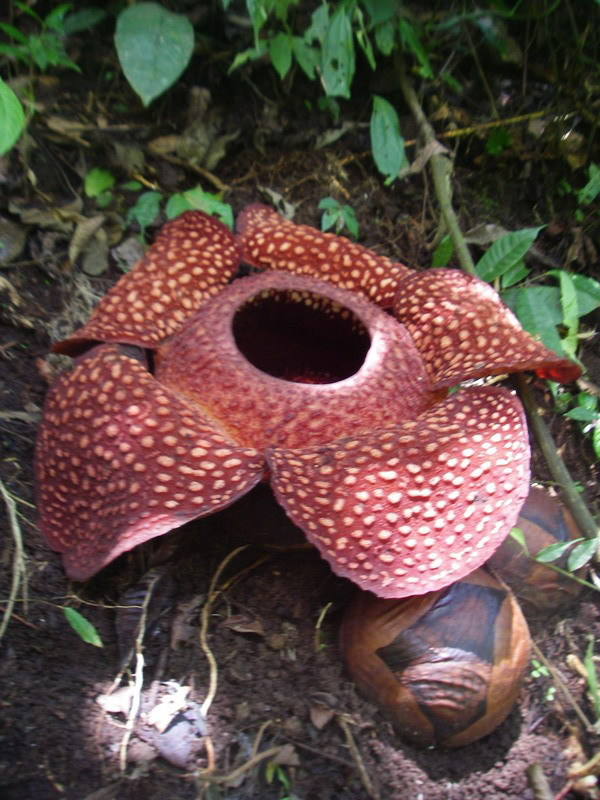
阿諾爾特大花草

大花草屬植物的花發出類似於腐爛的肉的氣味。這種氣味吸引了植物的蒼蠅。世界上最大的單花是“阿諾爾特大花草”。這種稀有的花被發現在婆羅洲和蘇門答臘的雨林。它可以長到3英尺，重達15磅。“阿諾爾特大花草”是崖爬藤屬葡萄藤上的寄生植物，它只生長在原生熱帶雨林中。它沒有可見的葉子，根或莖。它不光合作用，而是利用寄主植物獲得水分和營養。

### 五角星花

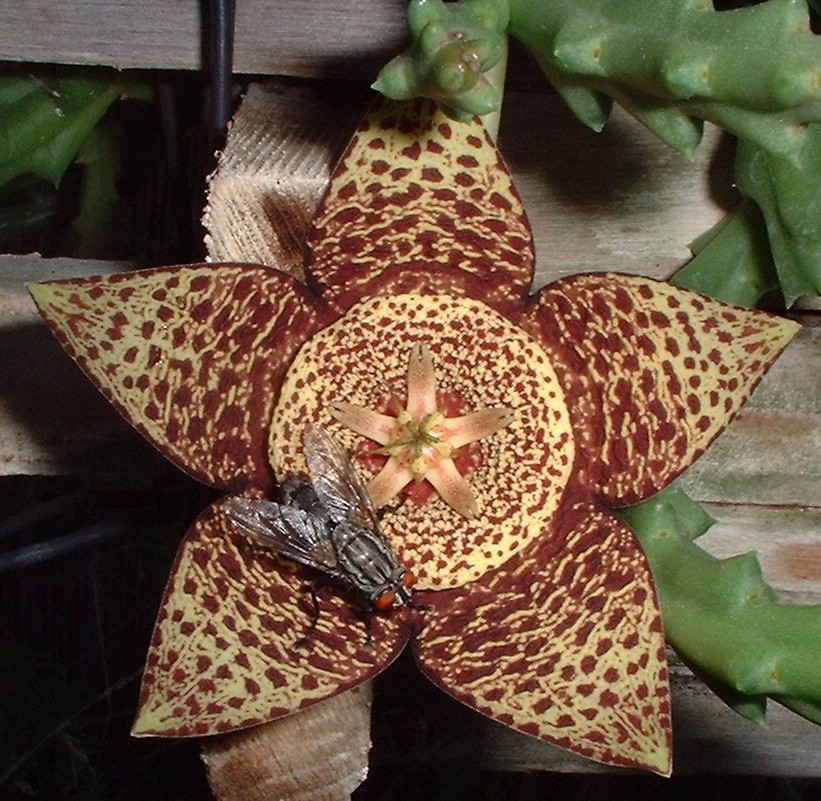
家蠅落在雜色豹皮花的花上。

豹皮花屬植物也被稱為“腐肉花”。他們是小，無脊椎，仙人掌般的肉質植物。大多數物種都是原產於南非，並在其他地方作為盆栽種植。所有物種的花朵都有不同程度的毛髮，並產生腐爛的肉的氣味。花的顏色也模仿腐爛的肉。這吸引蒼蠅授粉。有些物種的花可以很大，特別是大豹皮花可以達到 30（12英寸）的直徑。

### 石豆蘭 (蘭花)

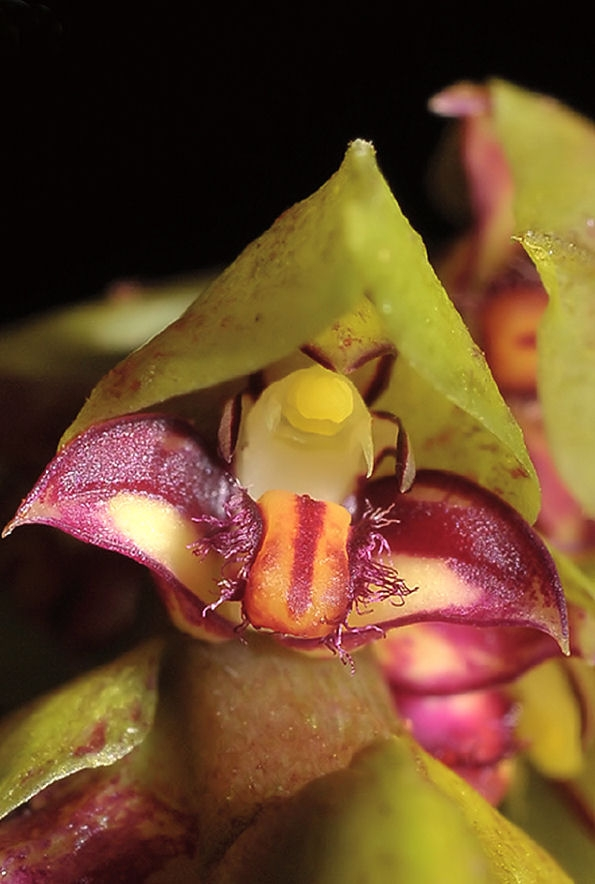
石豆蘭

石豆蘭屬的蘭花產生腐爛肉的花朵。這些花產生各種類似樹液，尿液，血液，糞便，腐肉的氣味，並在某些物種中產生芬芳的果味香氣。大多數是飛 - 傳粉，吸引成群的蒼蠅。由於它們強烈的花香氣，很難走進他們正在種植的溫室。

## 香味
鮮花的獨特氣味來源尚未完全確定，部分原因是化合物的濃度極低（5 %至10 %）。在魔芋中檢測到二甲基硫醚，包括二硫化物和三硫化物。

## 與腐屍味的花等植物
- 黃花水芭蕉
- 香蘋婆
- 臭菘
- 肖鳶尾屬

### 引用
1. ↑  .   [2017-11-17]. （原始内容存档于2021-01-19）.
2. ↑  Illustrated Encyclopedia of Orchids ISBN 0-88192-267-6
3. ↑  Wilson, Elizabeth K.  (HTML). Chemical & Engineering News (American Chemical Society). 2003-06-30, 81 (26): 27  [2007-04-29]. ISSN 0009-2347. doi:10.1021/cen-v081n005.p027. （原始内容存档于2018-01-02）.

## 外部連結
- All about stinking flowers
- Jürgens, Andreas; Shuttleworth, Adam. . CRC Press. 2015-08-06: 361–386. ISBN 9781466575462. doi:10.1201/b18819-20.[永久]